# 981 Martina
981 Martina, asteroid glavnog pojasa. Otkrio ga je Sergej Beljavski, 23. rujna 1917.

## Vanjske poveznice
- Minor Planet Center